# Outsider (film)
Pour les articles homonymes, voir Outsider.
Ne doit pas être confondu avec Outsiders.
Pour plus de détails, voir Fiche technique et Distribution.
Outsider (The Bleeder) est un film américain réalisé par Philippe Falardeau, sorti en 2016. Il s'agit d'un film biographique sur le boxeur poids lourd Chuck Wepner, célèbre pour avoir affronté le champion de la même catégorie Mohamed Ali en 1975 et pour avoir inspiré le personnage de Rocky Balboa.

## Synopsis
En 1975, le boxeur poids lourd Chuck Wepner affronte sur le ring le champion de la même catégorie, Mohamed Ali. Alors que tout le monde pense qu'il va se ridiculiser, Chuck tient quasiment les 15 rounds. Il gagne le respect du public et devient une célébrité. D'autant plus que son histoire a inspiré un jeune acteur alors inconnu, Sylvester Stallone, qui écrit alors le scénario d'un futur film à succès, Rocky. Chuck, le fêtard, va cependant tomber dans une spirale qui l'éloigne de sa femme Phyl et de sa fille Kimberley.

## Fiche technique
Sauf indication contraire, les informations mentionnées dans cette section peuvent être confirmées par la base de données cinématographiques IMDb,  présente dans la section « Liens externes ».
- Titre : Outsider
- Titre original : The Bleeder
- Titre américain et canadien : Chuck
- Réalisation : Philippe Falardeau
- Scénario : Jeff Feuerzeig, Jerry Stahl, Liev Schreiber et Michael Cristofer
- Photographie : Nicolas Bolduc
- Montage : Richard Comeau
- Musique : Corey Allen Jackson
- Production : Christa Campbell, Lati Grobman, Carl Hampe, Liev Schreiber, Michael Tollin
- Sociétés de production : Campbell-Grobman Films, Mike Tollin Productions, Millennium Entertainment
- Sociétés de distribution : IFC Films (États-Unis), Metropolitan Filmexport (France).
- Budget : n/a
- Pays d'origine :  États-Unis
- Langue originale : anglais
- Format : couleur
- Genre : drame sportif, biopic
- Durée : 98 minutes
- Dates de sortie[1] :
  -  Italie : 2 septembre 2016 (première mondiale à la Mostra de Venise 2016 - Fuori concorso)
  -  Canada : 10 septembre 2016 (Festival international du film de Toronto (TIFF))
  -  États-Unis : 28 avril 2017 (Festival du film de Tribeca)
  -  France : 10 mai 2017

## Distribution
| |  |  |
| À gauche, les acteurs principaux Liev Schreiber et Naomi Watts, également couple à la ville au moment du tournage. À droite, leur partenaire à l'écran Elisabeth Moss, à la première du film au TIFF 2016. |  |  |

- Liev Schreiber (VF : Jérémie Covillault) : Chuck Wepner
- Naomi Watts (VF : Hélène Bizot) : Linda, la troisième femme de Wepner
- Elisabeth Moss (VF : Sylvie Jacob) : Phyllis, la seconde femme de Wepner
- Jim Gaffigan (VF : Gérard Darier) : John Stoehr, le meilleur ami de Wepner
- Michael Rapaport (VF : Philippe Vincent) : John, le frère de Wepner
- Pooch Hall (VF : Daniel Lobé) : Mohamed Ali
- Ron Perlman (VF : Michel Vigné) : Al Braverman, l'entraineur de Wepner
- Morgan Spector (VF : Gilduin Tissier) : Sylvester Stallone
- Jason Jones (VF : Xavier Fagnon) : Arty
- Kelvin Hale : Charlie Polite
- Sadie Sink : Kimberley, à 11 ans

## Accueil

### Accueil critique
Sur l'agrégateur américain Rotten Tomatoes, le film récolte 80 % d'opinions favorables pour 81 critiques. Sur Metacritic, il obtient une note moyenne de 68⁄100 pour 29 critiques.
En France, le site Allociné propose une note moyenne de 3,1⁄5 à partir de l'interprétation de critiques provenant de 15 titres de presse.

## Analyse